# Barbara Urszula Sanguszkowa

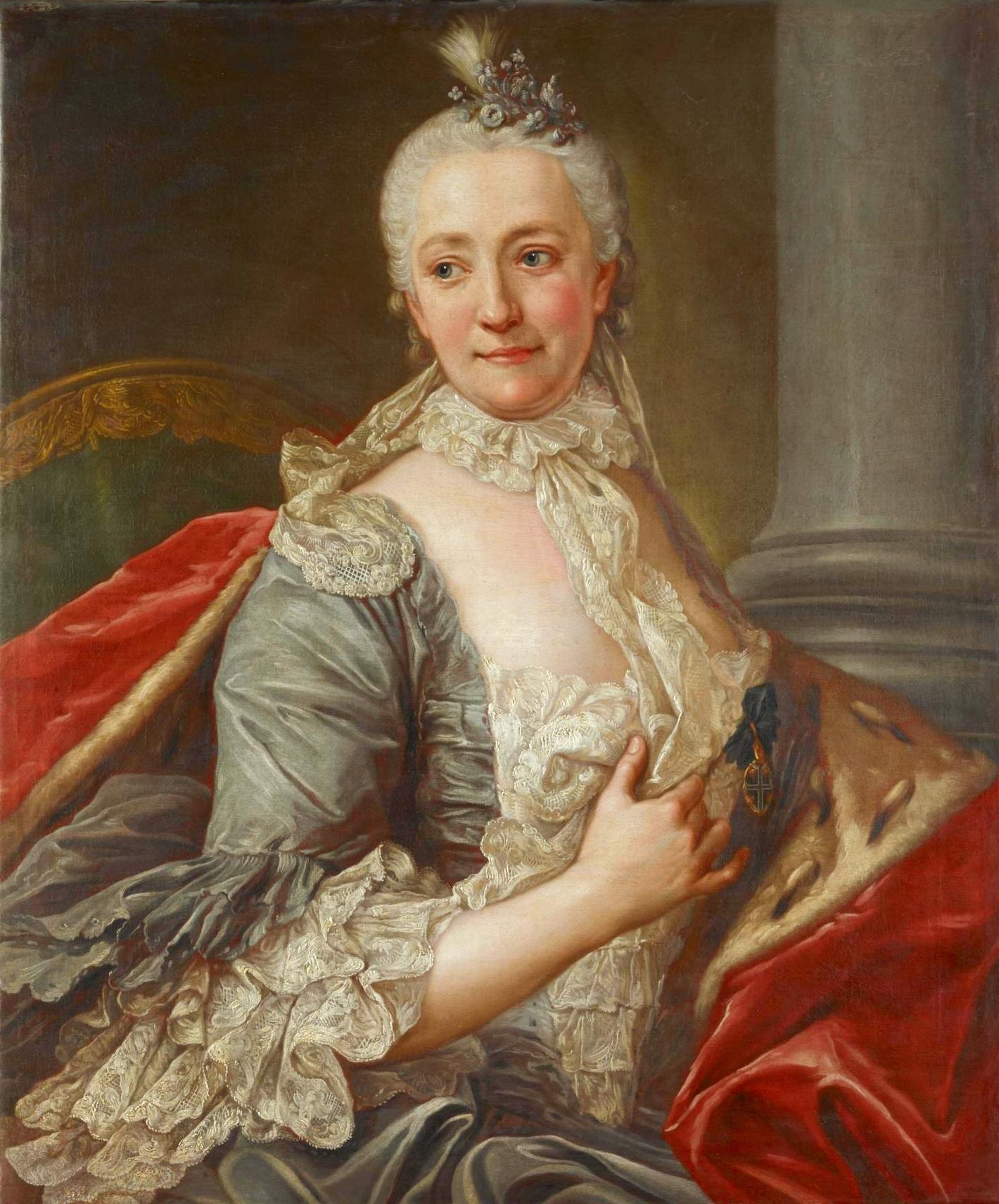
Marcello Bacciarelli, Portret Barbary Sanguszkowej z 1757 roku

Barbara Urszula Sanguszkowa z domu Dunin, pseud.: Dama; Pewna dama polska; Pewna zacna weteranka, (ur. 4 lutego 1718, zm. 2 października 1791 w Warszawie) – marszałkowa wielkolitewska, poetka, tłumaczka, moralistka i filantropka.

## Pochodzenie
Była córką referendarza wielkiego koronnego Jakuba ze Skrzynna Dunina (zm. 1730) herbu Łabędź i Marianny z domu Grudzińskiej (zm. 1727) herbu Grzymała. Była wnuczką Mikołaja Wiktoryna Grudzińskiego (1635-1704). Miała brata Aleksego Dunina. Wcześnie osierocona przez matkę (1727), a następnie przez ojca (1730) wychowywała się pod opieką drugiej żony ojca – Heleny z Potockich (córki Jerzego Potockiego, a wnuczki poety Wacława Potockiego), która po śmierci męża wyszła jeszcze raz za mąż za wojewodę inflanckiego Antoniego Andrzeja Morsztyna (syna poety Stanisława Morsztyna).

## Rodzina
W 1735 roku została trzecią żoną starszego od niej marszałka wielkiego litewskiego księcia Pawła Franciszka Karola Sanguszki (1682-1750) herbu Pogoń Litewska. Ślub odbył się 17 kwietnia 1735 roku we franciszkańskim kościele w Warszawie, a udzielało biskup krakowski Jan Aleksander Lipski. W ciągu tego małżeństwa urodziło się dziesięcioro dzieci, z których przeżyło sześcioro:
- Konstancja Sanguszkówna (1736-1737),
- Antoni Sanguszko (1737-1738),
- Anna Sanguszkówna (1739-1766), zamężna od 1755 roku z Antonim Barnabą Jabłonowskim (1732-1799) herbu Prus III,
- Józef Paulin Jan Adam Sanguszko (1740-1781), żonaty od 1774 roku z Anną Cetner (1764-1814) herbu Przerowa,
- Krystyna Justyna Sanguszko (1741-1778), zamężną w 1763 roku z Franciszkiem Bielińskim (1742-1809) herbu Junosza,
- Hieronim Janusz Sanguszko (1743-1812), żonaty od 1767 roku z Cecylią Urszulą Potocką (1743-1772) herbu Pilawa, następnie od 1774 roku z Anną Teofilą Sapiehą (1758-1813) herbu Lis, który związek zakończył się rozwodem w 1778 roku, później od 1779 roku z Anną Pruszyńską (zm. 1826) herbu Rawa,
- Michał Ignacy Sanguszko (1744-?),
- Kunegunda Sanguszkówna, zamężna od 1767 roku z Franciszkiem Czackim (1727-1787) herbu Świnka,
- Krescencja Sanguszkówna (1749-1750),
- Janusz Modest Sanguszko (1749-1806), żonatego od 1773 roku z Karoliną Gozdzką (1751-1804) herbu Doliwa (herb szlachecki), a po rozwodzie z Anielą Ledóchowską (zm. 1825) herbu Szaława.

## Działalność
Dnia 3 maja 1745 roku została damą austriackiego Orderu Krzyża Gwiaździstego.
W dniu 15 kwietnia 1750 roku zmarł jej mąż, a ona zajęła się porządkowaniem spraw, także na drodze sądowej, odziedziczonych dóbr, a nade wszystko wychowaniem i edukacją swoich dzieci. W roku 1755 sprowadziła do Lubartowa (na stanowisko wychowawcy jej synów), C. F. Pyrrhysa de Varille, który z niewielkimi przerwami przebywał tam aż do jej śmierci. Po ślubie (1763) swej córki Krystyny z Franciszkiem Bielińskim, mieszkała głównie w Warszawie (w pałacu Bielinskich). Co dwa lata w porze letniej zjeżdżała z Warszawy do Poddębic i prowadziła tam znany salon oświeceniowy na  który zapraszała wiele znamienitych gości. Dbając o przyszłość dzieci i o pozostawiony majątek brała czynny udział w życiu politycznym kraju. Jeździła na sejmy i trybunały. Była bogata, pociągająca i miła w obejściu. Prowadziła w atmosferze intelektualno-artystycznej rozległe życie towarzyskie. Jej, wzorowany na francuskich, salon literacki odwiedzali: przyszły S. Poniatowski, I. Krasicki i W. Jakubowski. Spośród gości jej salonu wywodził się, występujący w Pałacu Saskim amatorski zespół teatralny. Z tego zespołu pochodzili późniejsi organizatorzy warszawskich teatrów "de société".
Wraz z wojewodziną rawską – Boną ze Świdzińskich Granowską i jej siostrą kasztelanową połaniecką – Marią ze Świdzińskich Lanckorońską stanowiła „trójcę pań świętych” znaną z pobożności i filantropii. Barbara Sanguszko była znana ze swojej hojności. Wymurowała i odnowiła wiele kościołów i klasztorów (dokończyła restaurację kościoła św. Jana Chrzciciela w Zasławiu, zbudowała dom dla misjonarzy w Zasławiu, oddała grunty pod budowę cerkwi w Ilińcach, podarowała jezuitom materiały budowlane na budowę kościoła w Żytomierzu, ufundowała kościół dla sióstr bernardynek w Tarnowie, wzniosła murowany kościół w Lutomiersku). W 1767 roku zorganizowała uroczystości koronacyjne obrazu Matki Bożej w Miedniewicach. W 1776 roku doprowadziła do powiększenia parafii Szymanów i uzyskała od papieża Piusa VI bullę papieską nadającej parafii cztery parafialne odpusty.
W Pałacu Saskim wydawała okazałe przyjęcia, iluminacje, koncerty i bale, na których licznie gościli dygnitarze polityczni oraz artyści, poeci i muzycy. Wśród nich warto wymienić Stanisława Augusta Poniatowskiego, na którego koronacji później była. 
Obok Warszawy, Szymanowa, Zasławia i Lubartowa, który przejął w drodze podziałów rodzinnych jej syn, przebywała w Poddębicach oraz dużo podróżowała m.in. była w Gdańsku, Białymstoku, Berdyczowie, czy Rzymie.

## Twórczość
Barbara Sanguszkowa przełożyła na polski 2 dzieła pobożne: modlitewnik francuskiej karmelitanki F. L. de La Vallière Uwaga duszy przez pokutę nawracającej się do Boga pełna afektów serdecznych na psalm 50... i psalm 102... pokutującego Dawida..., uzupełniony Refleksjami chrześcijańskimi nad ułomnością naszą... wydany w Lublinie w 1743 roku oraz zbiór rozmyślań religijno-moralnych Przewodnia do nieba droga kardynała Giovanniego C. Bony wydany w 1744 roku. W 1755 roku napisała Naukę matki córce swojej idącej za mąż daną... i wydała ją w Warszawie w 1756 roku. W latach 60. XVIII wieku przełożyła podręczną książkę medyczną O chorobach prędkiego ratunku potrzebujących..., którą na jej żądanie napisał nadworny lekarz Sanguszków – Franciszek Kurcjusz (Curtius) i wydała ją w 1783 roku w Warszawie. W 1788 roku przetłumaczyła i wydała obszerny 2-tomowy romans listowny Ph. L. Gérarda Hrabia de Valemont, czyli obłąd rozumu....

### Ważniejsze utwory
1. Nauka matki córce swojej idącej za mąż dana, a przez osobę wielce szanującą takie dla dzieci nauki do druku podana, Warszawa 1756; wyd. następne: Lwów 1760 (pt. Uwagi pewnej chwalebnej matki, godnej córce swojej, gdy ją za mąż wydawała, na pożegnanie podane); Warszawa 1763; Chełm 1772 (pt. Uwagi...); Kalisz 1783 (jak wyżej); wyd. bezimienne
2. Wiersze w rozmaitych materiach. Druk, (inform. I. Krasicki – druk niezidentyfikowany).

Fragment wiersza Sanguszkowej (przekł. listu Fryderyka II do brata) datowany na rok 1760 ogł. (z nieistniejącego dziś rękopisu Biblioteki Narodowej, sygn. M 262) S. Tomkowicz: Z wieku Stanisława Augusta t. 2, Kraków 1882, s. 78.
Ponadto w rękopisie Ossolineum, sygn. 552/II 5 zachowana jest przemowa autorstwa Sanguszkowej.

### Przekłady
1. F. L. de La Vallière: Uwaga duszy przez pokutę nawracającej się do Boga pełna afektów serdecznych na psalm 50... i psalm 102... pokutującego Dawida, refleksje na ułomności ludzkie. Przez pewna damę po francusku w Paryżu roku 1715 wydana, a teraz z francuskiego na polski język przez pewną damę polską wytłumaczona, Lublin 1743
2. G. C. Bona: Przewodnia do nieba prowadząca, drogę nieomylną przez skuteczny sposób do dojścia zbawienia otwierająca. Z francuskiego na polski język przez damę przetłumaczona, Lublin 1744
3. Fr. Curtius: Opis chorób prędkiego ratunku potrzebujących, który poprzedzają dwa roztrząśnienia, pierwsze: O zaraźliwych chorobach, drugie: O powietrzu na bydło, trzecie jeszcze: O ukąszeniu wściekłej bestii. Przez..., Warszawa 1783; wyd. następne: Warszawa 1801; (autor był lekarzem nadwornym Sanguszkowej i napisał to dzieło na jej "żądanie"; o autorstwie przekładu informuje przedmowa)
4. Ph. L. Gérard: Hrabia de Valemont, czyli obłąd rozumu. Listy zebrane i wydane przez M. ... Wytłumaczone z francuskiego na ojczysty język przez pewną zacną weterankę t. 1-2, Warszawa 1788.

### Listy
1. Korespondencja z Januszem Aleksandrem Sanguszką z roku 1754, rękopisy: Biblioteka Uniwersytetu Warszawskiego, sygn. 99 a 9; Ossolineum, sygn. 313/II
2. Do Antoniego Lubomirskiego, wojewody lubelskiego, z 23 kwietnia 1754, rękopis: Ossolineum, sygn. 313/II
3. Do A. Krasińskiego 2 listy z: 16 sierpnia i 24 listopada 1769, rękopis: Biblioteka Czartoryskich, sygn. 833
4. Do Stanisława Augusta: z roku 1764, w zbiorach z lat: 1780-1784, 1786-1788; rękopisy: Biblioteka Czartoryskich, sygn. 687, 689, 700, 723
5. Do Stanisława Augusta i A. Mokronowskiego 2 listy (bez daty); rękopis: Biblioteka Jagiellońska, sygn. 6147 IV t. 13
6. Do Pawła Benoēgo, rękopis: Lw. Państw. Nauk Bibl. (Ossolineum, sygn. 454/II)
7. Od Stanisława Augusta 2 listy z roku 1765, rękopis: Ossolineum, sygn. 319/II
8. Od córki, K. Bielińskiej; rękopis: Archiwum Główne Akt Dawnych (Biblioteka Przeździeckich, sygn. B-693)
9. Od I. Krasickiego z 14 grudnia 1786, ogł. J. W. Gomulicki, "Stolica" 1961, nr 31, s. 22
10. Od Anny z Cetnerów Sanguszkowej, rękopis: Biblioteka Czartoryskich, sygn. 736.

## Dobra ziemskie
Osobistą jej własność stanowiły odziedziczone po matce Poddębice i Lutomiersk w województwie sieradzkim, po bracie Szymanów, w Wielkopolsce (na Kujawach) wsie Konary, Rybowo, Grabowo, odziedziczone po ojcu dobra na Litwie oraz posiadłość w Wilnie. W latach 1750–1774 sprawowała zarząd nad pozostawionymi przez swego męża dobrami. W 1752 roku założyła hutę szkła w Cudnowie. Prowadziła intensywny handel zbożem. Łożyła spore sumy na utrzymanie milicji sanguszkowej i ordynackiej, dbała też o archiwum w Sławucie. Po podziale majątku zawarła z synami ugodę dotyczącą jej praw dożywotnich na dobrach po mężu. Barbara Sanguszko zatrzymała w swych rękach dobra prywatne (m.in. Szymanów, Wolę Grzymkowską i Poddębice) oraz bezpośredni zarząd nad kluczami, czyli Smolanami, Tołoczynem i Białogródką. Swoim majątkiem zarządzała bardzo energicznie.

## Śmierć
Zmarła po ciężkiej sześciotygodniowej chorobie 2 października 1791 roku w Warszawie. Ciało jej przewieziono w uroczystym kondukcie żałobnym do Lublina, gdzie 13 października 1791 roku w asyście licznego duchowieństwa pochowano je w podziemiach kościoła kapucynów. Serce złożono równie uroczyście w kościele kapucynów Lubartowie.